# ولد (زیستگاه)

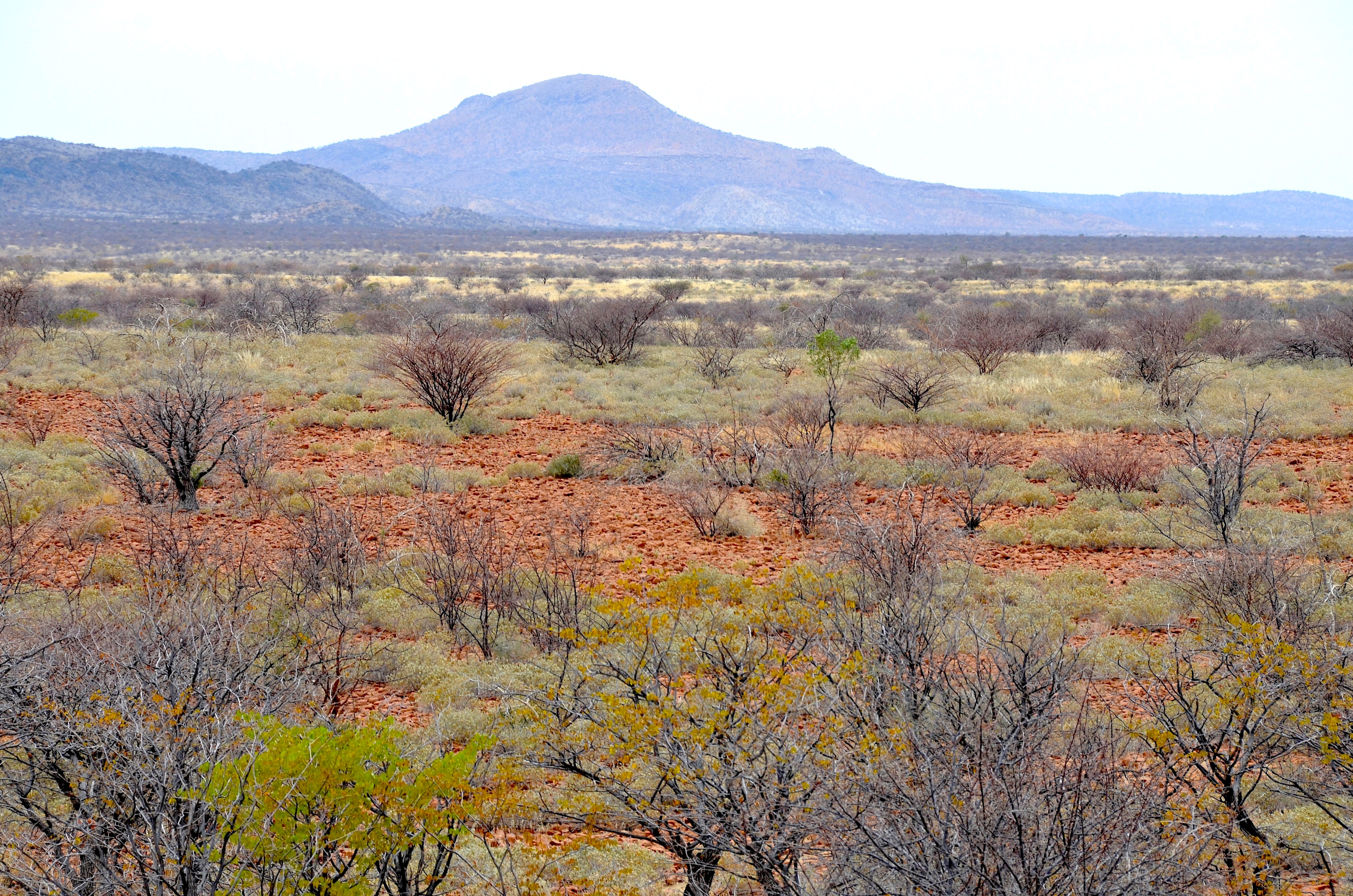
ولد نمادین در نزدیکی جنگل سنگ‌شده در نامیبیا

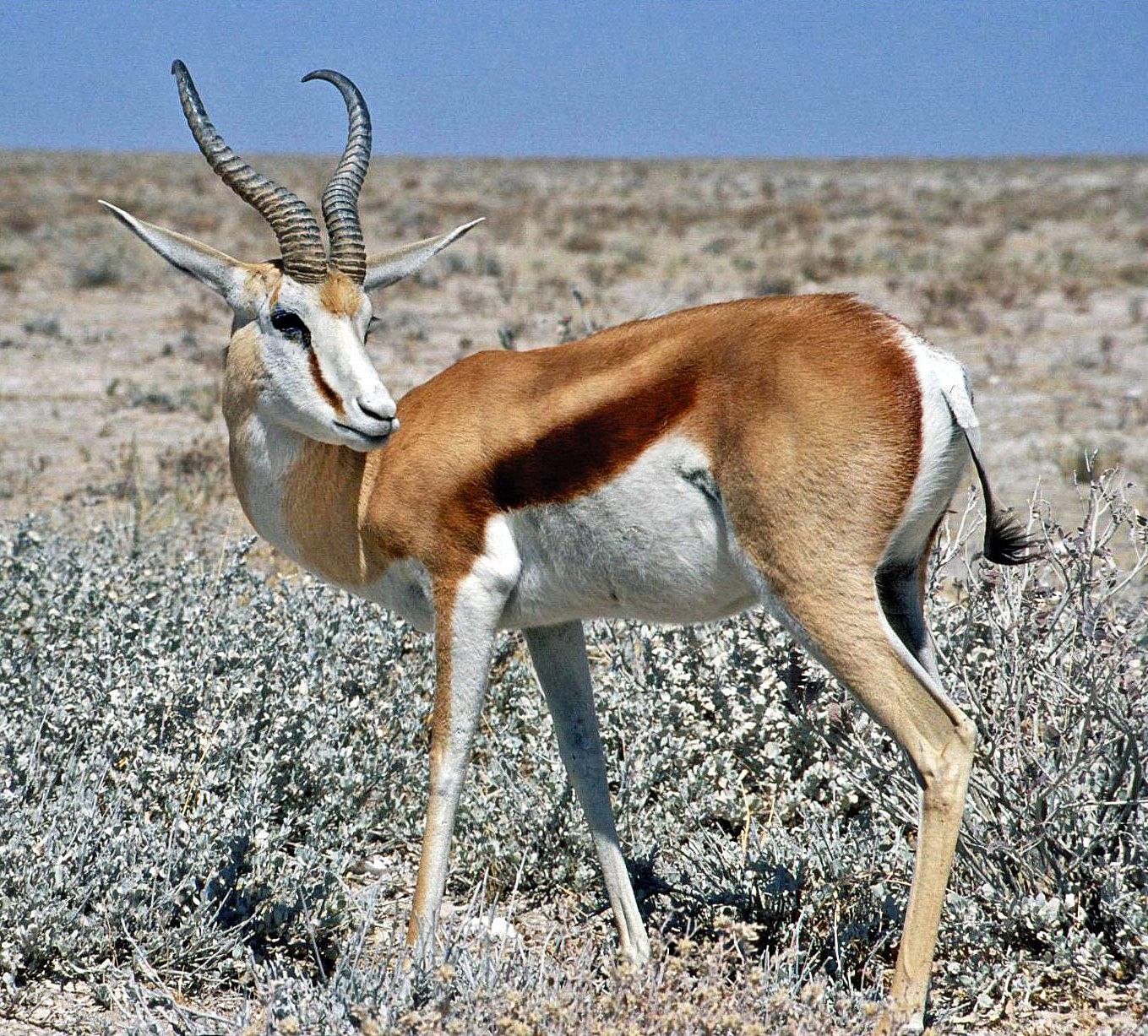
غزال جهنده در ولد در حال رشد. پارک ملی اتوشا، نامیبیا

وِلد (به انگلیسی: Veld) (که با املای veldt نیز نوشته می‌شود)، نوعی چشم‌انداز روستایی گسترده در آفریقای جنوبی است. به‌ویژه، این منطقه مسطح پوشیده از چمن یا درختچه، به ویژه در کشورهای آفریقای جنوبی، لسوتو، اسواتینی، زیمبابوه و بوتسوانا است. یک منطقه بوم‌ناحیه جنگلی نیمه‌گرمسیری در جنوب آفریقا توسط صندوق جهانی طبیعت به‌طور رسمی به عنوان بوشولد تعریف شده‌است. درختان فراوان نیستند - یخبندان، آتش و جانوران چراگر به علف اجازه رشد می‌دهند اما از ایجاد شاخ و برگ انبوه جلوگیری می‌کنند.

## انواع وِلد

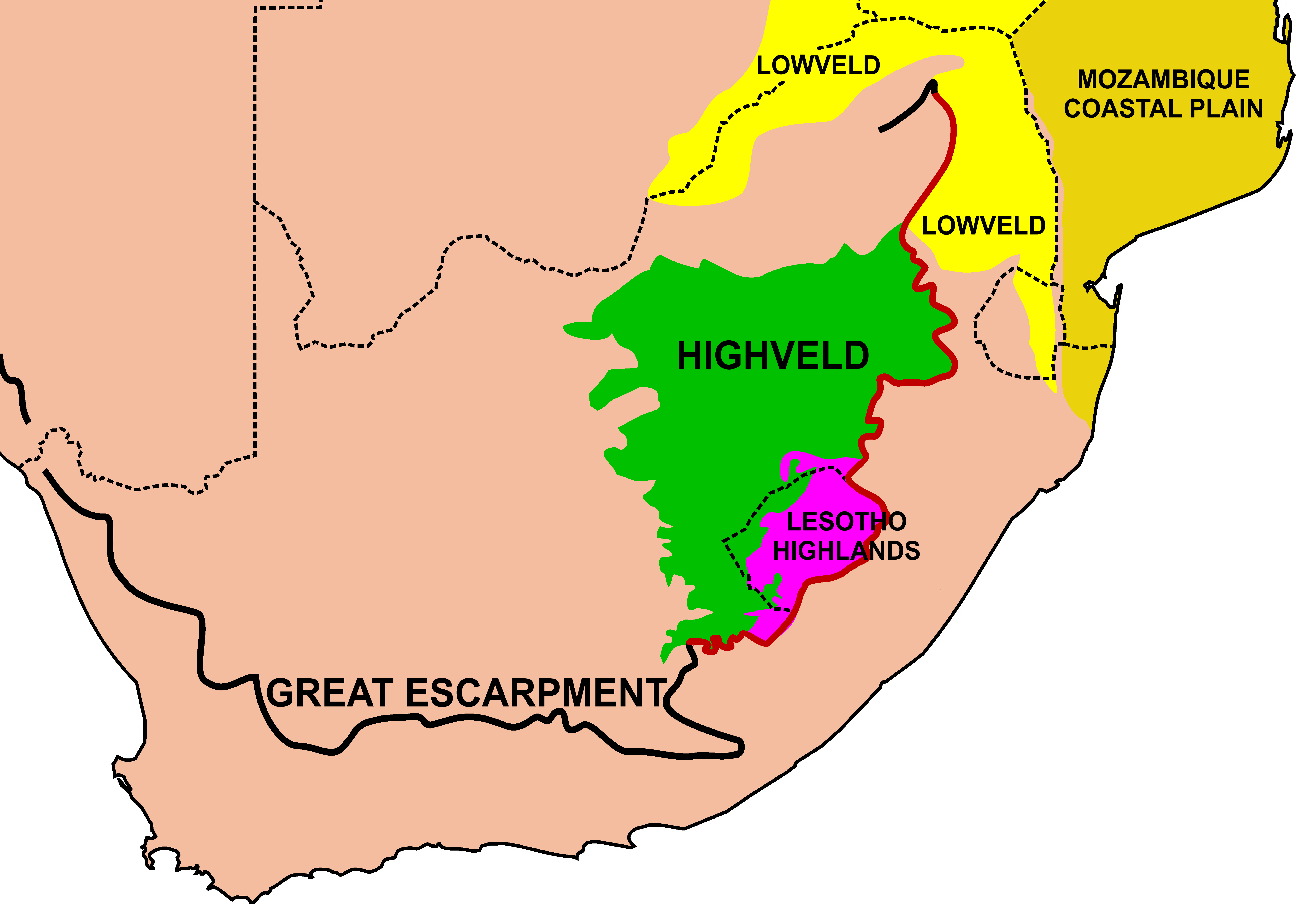
نقشه‌ای از آفریقای جنوبی که سرازیری بزرگ و ارتباط آن با ارتفاعات هایولد، لوولد و لسوتو را نشان می‌دهد. بخشی از سرازیری بزرگ که به رنگ قرمز است دراکنزبرگ است.

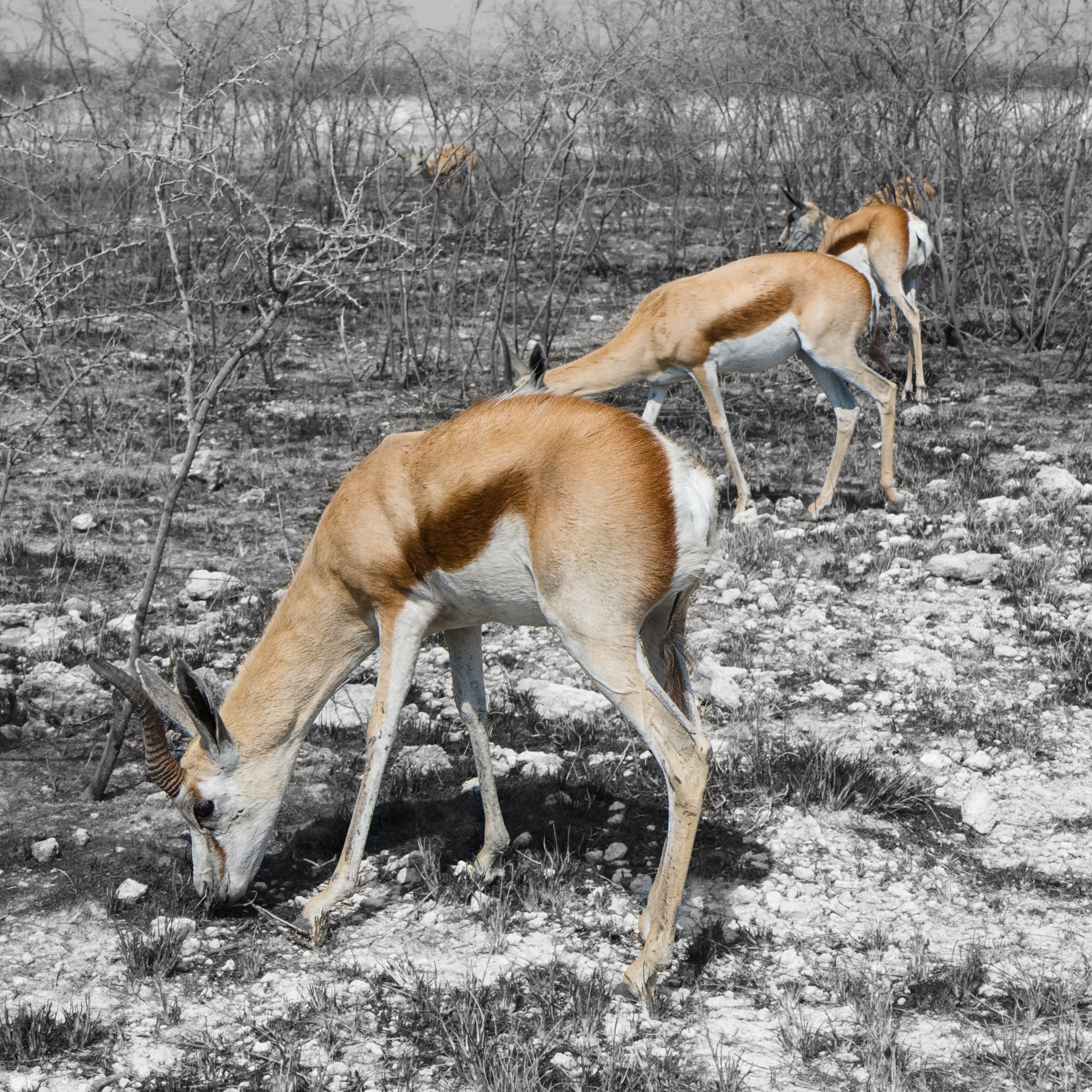
غزال جهنده در ولد سوخته، پارک ملی اتوشا، نامیبیا

- وِلد بیشه‌ای (Bushveld)
- وِلد خارزار (Thornveld)
- وِلد ماسه‌ای (Sandveld)
- سَخت‌وِلد (Hardveld)
- بلندوِلد (Highveld)
- پست‌وِلد (Lowveld)